# Громаш Хелскрим
Громаш Хелскрим (гласови: Артур Бургхард - Warcraft III: Reign of Chaos, Кевин Мајкл Ричардсон - Warlords of Draenor, Тери Нотари као улога у филму Warcaft) је био последњи преживели вођа из Дрејнора. Водећи свој клан до безбројних подеба против људи, Громаш је био први у својој раси који није успео да се одупре клетви демона. Познатији као Шампион старе хорде, Громаш је Близардов херој смештен у Warcraft универзуму, где се први пут појављује у Warcraft : Orc & Humans 1994 године. Громаш (на језику оркова Џиновско срце) је био неоспорни вођа Варсонг клана (eng Warsong Clan) пре изградње Мрачног портала.
Гром је кључни протагониста у Воркрафт 3 (eng Warcfart 3) и главни антагониста у Свету Воркрафта: Варлорди Дрејнора (eng World of Warcraft: Warlords of Draenor). Такође се појављује и у Хартстону (eng Hearthstone).

## Биографија

### Напад на Азерот
Један од оркова, легендарни лидер. Пре изградње портала, Гром је био вођа клана крволочних ратника, Варсонг клана, обележен одређеним тетоважама, од којих је свака имала своје значење. Смрћу тадашњег претходног лидера, Гром је на своју руку присвојио улогу вође клана, за разлику од Дуротана (eng Durotan) kоји је по правилу имао наследност. Иако је био тврдоглав, први је придобио интерес када је Нерзул (eng Ner'Zhul) обавестио остале кланове о "новом старом непријатељу", дранеијима. Водио је инвазију на град Шатрат (еng Shattrath City), био је описан као огроман орк, са великим мишићима и огромном секиром. Док је град горео, водио је битку из личних интереса против Небунда (eng Nebundo). Обе битке су успешно добијене. Његов клан је био поштеђен пораза од другог рата, Гулдан (eng Gul'Dan) је изманипулисао Грома да остане на Дрејнору (eng Draenor). Хорду су поразили Алијанса Лордерона (eng Alliance of Lordaeron), заједно са Громом јер до сад никада нису водили битку против људи. Искоришћен од стране Нерзула у последицама рата, његова војска била је спојена са војском Килрога Једнооког (eng Kilrogg Deadeye), где су две силе искоришћене су у нападу за повратак Азеротове (eng Azeroth) најјаче моћи.

### Ревитализација хорде
Уништењем јединог пута до својих кућа и успешно нестајање војске, Гром и његов клан, су били присиљени да се скривају у шумама Лордерноа (eng Lordaeron). Цео свој живот, присиљен да се бори против демона учинило га је слабијим. Док је друге оркове слабост савладавала, Гром је се борио до краја. Како је се број оркова смањивао из дана у дан због старости и исцрпљености од борбе са демонима, ситуација у клану је изгледала све лошије и лошије. Млади нису имали времена да развијају своје вештине за преживљавање у околини, дани Варсонга су се ближили полако.
Затим, појавом странца, Трала (eng Thrall), који га је тражио неколико година. Гром, инспирисаним његовом храброшћу, снагом и вољом, прихватио га је као младог изнаника и подучио га је о коренима оркова. Када су се људи у потрази за Тралом прибижили њиховом кампу, Трал је напустио Грома. Гром му је подарио своју огрлицу као симбол веровања. Остатак Варсонг клана је био уједињен са Думхамеровим кланом (eng Orgrim Doomhammer) и Траловим изгубљеним кланом, Ледени вукови (eng Frostwolves). Борећи се против људи, кланови су били на путу да ослободе нацију оркова. Док су тражили место на коме ће изгрдити ново царство на Лордерону, предводио их је нови вођа, Трал, током пута до новог неоткривеног континента Калимдора (eng Kalimdor).

### Инвазија Калимдора
Када је Гром поново почео да осећа пробадање демонске клетве, доказао је да није способан да суздржи деловање нектара који му је био обећан. После напада на људско село код Стонталон планине (eng Stonetalon Mountain), непоштовањем директних Тралових наређења, добио је задатак, што је из прве требало да буде једноставно, да са својом четом скупе дрва за ново лежиште хорде. Међутим, када су почели да секу дрва у Ашенвелу (eng Ashenvale), ноћни вилењаци (eng Night Elves) су их напали без икаквог објашњења. Помогао му је гоблин Нилок Гридифингер (eng Neeloc Greedyfingers), који му је током битке добацио оштрицу за убијање фурболга (eng Furbolg). Под водством Громаша, клан је успео да се одбрани од својих нападача, шта више и да их убију, али самим тим су изазвали гнев Сенаријуса (eng Cenarius). Одлучан да освети смрт својих вилењака, који су пали у бици против Громаша, и да заштити шуму од даљег скрнављења, Сенаријус је почео масовно да убија оркове. Сенаријус је знао нешто историје о раси оркова и било му је речено да су оркови послати као агенти од стране демона, који су служили само за масовно убијање. У току битке против Сенаријуса, Гром му је рекао да оркови не служе више никоме, а камоли демонима, али Серанијус није веровао у то и наставио је са убијањем. Гледајући масовно погубљење својих ратника, Громаш је закључио то да је Серанијус нерањив на конвенционалне нападе и да је његова смрт била неизбежна.
Један од тролова пратећи Громов клан, рекао је Грому да осећа чудну енергију око њега, што би им помогло у одбрани против Сенаријуса. Када је Гром истражио околину, открио је фонтану крви.
То је било дело Господара Манорофа (eng Lord Mannoroth), који је првобитно поробио оркове након што их је Гулдан (eng Gul'dan) наговорио да попију његову крв како би добили снагу. Манороф је на Серанијуса гледао као препреку Горећој легији (eng Burning Legion), као што је био и током рата Светих (еng War of the Ancients). Сипао је више крви у фонтану него што му је Тајкондриус (eng Tichondrius) рекао, надајући се да кад оркови једном то попију, да ће добити демонску снагу да убију Сенаријуса. Био је још један разлог зашто је Манороф хтео да попију његову крв.
Гром када је стигао до фонтане са својом војском, трол му је рекао да је могао да осетио демонску енергију у њој. Један од војника је рекао да ако попију кап крви из фонтане, прекршиће и прегазити преко свега онога што их је Трал подучавао, али Грома то није дотицало. У очајничком покушају да сачува свој клан од нове претње, Гром је пио из фонтане и остатак клана је учинило то под његовим наређењем. Поновним дејстом демонске енергије, Гром је напао и уништио Сенаријуса. Чак и полубог није био довоњно јак противник орку под утицајем демонске енергије.
Након Серанијусовог пада, Манороф се појављује. Испијањем његове крви, Варсонг клан је малтене био под његовом потпуном контролом. Читав Варсонг клана, поготово Хелскрим, су били под клетвом Манорофа, изазивајући мржњу према Тралу и манипулисање хорде на рат против људи.
Одлучан да спаси свог пријатеља, морао је да прође кроз цео корумпирани клан како би стигао до Грома, рекао му је ужасну истину о демонској клетви. Да су поглавице клана својом жељом узели блодласт (eng Bloodlust), који им је понудила Горећа легија. Они нису били под толико јаком клетвом као њихове вође који су били жељњи снаге и владавине. Трал заједно са Керн Блодхофом (eng Cairne Bloodhoof), успели са да окупирају Грома и одведу до Џине (eng Jaina), која је се бавила магијом, како би извршили ритуал који би ослободио Грома његове клетве.

### Спасење и смрт
Трал и Гром су кренули у лов на Манорофа, који је био лоциран у кањоњу палих демона (eng Demon Fall Canyon) у Ашенвелу. Испуњен бесом, Трал је одмах напао са Думхамером (eng Doomhamer), што је изазвало контра ефекат. Видевши то Гром је се одмах залетео, скочио са првог оближњег камена и забио му секиру у груди, пробивши његов демонски оклоп његово срце је завршило исечено на два дела. Смртоносно рањен, Манорофово тело је експлодирало, проузрокујући огромну пожарну експозију око њега.
Од његових остатака остао је само оклоп, Трал је успео да дође до Грома који је лежао у прашини полуспаљен. Сјај из његових очију је почео полако да бледи, клетва демона која је годинама његову расу чинила агентима, је била коначно окончана. Са његовим најбољим пријатељом, једним од поглавица клана, и даље непобедљиви лидер, умро је на месту свог највећег тријумфа. Са смрћу Манорофа, легијина контрола над орковима била је разбијена, чак и они који су попили Манорофову крв (под наредбом или својом жељом) били су ослобођени клетве. Знајући то, Громаш је откупио свој дух и свој народ.